# Алмейда, Ричард
Ри́чард Алме́йда де Оливе́йра (порт.-браз. Richard Almeida de Oliveira; род. 20 марта 1989[…], Сан-Паулу) — азербайджанский футболист бразильского происхождения, полузащитник сборной Азербайджана. Шестикратный чемпион Азербайджана (2014—2018) и трёхкратный обладатель Кубка Азербайджана (2015—2017). Чемпион Казахстана (2018).

## Клубная карьера
Алмейда — воспитанник клуба «Санту-Андре». 8 мая 2010 года в матче против «Икаса» дебютировал в Серии B. Всего за «Санту-Андре» Ричард сыграл 4 матча.
В 2010 году перешёл в клуб Сегунды Португалии «Жил Висенте». 29 августа 2010 года дебютировал за команду в матче против «Трофенсе». 6 января 2011 года забил свой первый гол в матче против «Пенафиела». По итогам сезона помог команде занять первое место в Сегунде.
В 2012 году перешёл в азербайджанский «Карабах». 5 августа 2012 года дебютировал в чемпионате Азербайджана в матче против столичного клуба «Интер». 19 августа 2012 года забил первый гол за азербайджанскую команду в матче против «Сумгаита». В конце первого сезона в Азербайджане занял 4 место среди бомбардиров с 13 голами. В последующие сезоны результативность Ричарда спала — 9 мячей за два сезона.
2 июля 2013 года состоялся дебют в еврокубках, а именно в Лиге Европы против македонского «Металлурга». 18 июля 2013 года забил первый гол в Лиге Европы против польского клуба «Пяст».
В 2014 году впервые стал чемпионом Азербайджана в составе «Карабаха». Затем три года подряд выигрывал Золотой дубль (чемпионство и Кубок страны) с командой.
Летом 2017 года после 5 лет проживания в Азербайджане согласился играть за сборную этой страны и получил гражданство.
В 2018 году после пятого подряд чемпионства решил сменить обстановку и согласился на уговоры Романа Григорчука, бывшего главного тренера «Габалы» — пятикратного подряд призёра чемпионата Азербайджана последних лет и конкурента «Карабаха». Григорчук только что сменил «Габалу» на казахстанскую «Астану» и хотел видеть его в команде. 1 июля 2018 года Алмейда перешёл в «Астану», подписав двухлетний контракт по 1 миллиону долларов в год. Сыграв 8 матчей и забив один гол с пенальти аутсайдеру «Акжайыку», стал с командой и чемпионом Казахстана. В еврокубках принял участие в 9 играх на заменах, но голов ещё не забил.
3 августа 2021 года «Карабах» объявил о возвращении Алмейды на основании годового контракта. 11 февраля 2025 года «Карабах» объявил о расторжении контракта с Алмейдой по взаимному соглашению.

## Карьера в сборной
Дебют за сборную Азербайджана состоялся 10 июня 2017 года в матче отборочного турнира чемпионата мира 2018 против сборной Северной Ирландии.
| №  | Дата             | Оппонент          | Счёт | Голы    | Пасы | Карточки | Минуты | Соревнование             |
| -- | ---------------- | ----------------- | ---- | ------- | ---- | -------- | ------ | ------------------------ |
| 1  | 10 июня 2017     | Северная Ирландия | 0:1  | —       | —    | —        | 90'    | Отбор ЧМ-2018 (группа С) |
| 2  | 1 сентября 2017  | Норвегия          | 0:2  | —       | —    | —        | 90'    | Отбор ЧМ-2018 (группа С) |
| 3  | 4 сентября 2017  | Сан-Марино        | 5:1  | —       | 1    | —        | 90'    | Отбор ЧМ-2018 (группа С) |
| 4  | 5 октября 2017   | Чехия             | 1:2  | —       | —    | —        | 90'    | Отбор ЧМ-2018 (группа С) |
| 5  | 8 октября 2017   | Германия          | 1:5  | —       | —    | 45'      | 90'    | Отбор ЧМ-2018 (группа С) |
| 6  | 30 января 2018   | Молдова           | 0:0  | —       | —    | —        | 84'    | Товарищеский матч        |
| 7  | 23 марта 2018    | Беларусь          | 0:1  | —       | —    | 66'      | 90'    | Товарищеский матч        |
| 8  | 27 марта 2018    | Македония         | 1:1  | 6′      | —    | —        | 78'    | Товарищеский матч        |
| 9  | 7 сентября 2018  | Косово            | 0:0  | —       | —    | —        | 90'    | Лига наций 2018/2019 (D) |
| 10 | 10 сентября 2018 | Мальта            | 1:1  | —       | —    | —        | 90'    | Лига наций 2018/2019 (D) |
| 11 | 11 октября 2018  | Фарерские острова | 3:0  | 28′ 86′ | —    | 57'      | 87'    | Лига наций 2018/2019 (D) |
| 12 | 14 октября 2018  | Мальта            | 1:1  | —       | —    | —        | 90'    | Лига наций 2018/2019 (D) |
| 13 | 17 ноября 2018   | Фарерские острова | 2:0  | —       | —    | —        | 90'    | Лига наций 2018/2019 (D) |
| 14 | 20 ноября 2018   | Косово            | 0:4  | —       | —    | —        | 90'    | Лига наций 2018/2019 (D) |
| 15 | 21 марта 2019    | Хорватия          | 1:2  | —       | 1    | —        | 72'    | Отбор ЧЕ-2020 (группа E) |
| 16 | 25 марта 2019    | Литва             | 0:0  | —       | —    | —        | 45'    | Товарищеский матч        |
| 17 | 8 июня 2019      | Венгрия           | 1:3  | —       | —    | —        | 90'    | Отбор ЧЕ-2020 (группа E) |
| 18 | 11 июня 2019     | Словакия          | 1:5  | —       | —    | —        | 90'    | Отбор ЧЕ-2020 (группа E) |
| 19 | 6 сентября 2019  | Уэльс             | 1:2  | —       | —    | 66'      | 69'    | Отбор ЧЕ-2020 (группа E) |
| 20 | 9 октября 2019   | Бахрейн           | 3:2  | —       | —    | —        | 77'    | Товарищеский матч        |
| 21 | 13 октября 2019  | Венгрия           | 0:1  | —       | —    | —        | 58'    | Отбор ЧЕ-2020 (группа E) |

Итого: сыграно матчей: 21 / забито голов: 3; победы: 4, ничьи: 6, поражения: 11.

## Статистика
| Сезон           | Клуб            | Дивизион        | Лига  | Лига | Кубок | Кубок | Еврокубки | Еврокубки | Всего | Всего |
| Сезон           | Клуб            | Дивизион        | Матчи | Голы | Матчи | Голы  | Матчи     | Голы      | Матчи | Голы  |
| --------------- | --------------- | --------------- | ----- | ---- | ----- | ----- | --------- | --------- | ----- | ----- |
| 2010            | Санту-Андре     | Серия B         | 3     | 0    | 0     | 0     | 0         | 0         | 3     | 0     |
| 2010            | Санту-Андре     | Лига Паулиста   | 1     | 0    | 0     | 0     | 0         | 0         | 1     | 0     |
| 2010/11         | Жил Висенте     | Сегунда лига    | 28    | 6    | 8     | 0     | 0         | 0         | 36    | 6     |
| 2011/12         | Жил Висенте     | Лига Сагриш     | 29    | 0    | 7     | 0     | 0         | 0         | 36    | 0     |
| 2012/13         | Карабах (Агдам) | Премьер-лига    | 30    | 13   | 4     | 1     | 0         | 0         | 34    | 14    |
| 2013/14         | Карабах (Агдам) | Премьер-лига    | 28    | 6    | 3     | 0     | 7         | 1         | 38    | 7     |
| 2014/15         | Карабах (Агдам) | Премьер-лига    | 32    | 3    | 5     | 1     | 12        | 0         | 48    | 4     |
| 2015/16         | Карабах (Агдам) | Премьер-лига    | 31    | 9    | 6     | 1     | 12        | 4         | 49    | 14    |
| 2016/17         | Карабах (Агдам) | Премьер-лига    | 20    | 2    | 2     | 1     | 12        | 2         | 34    | 5     |
| 2017/18         | Карабах (Агдам) | Премьер-лига    | 22    | 5    | 5     | 1     | 12        | 0         | 35    | 6     |
| 2018            | Астана          | Премьер-лига    | 8     | 1    | -     | -     | 9         | 0         | 17    | 1     |
| Всего в карьере | Всего в карьере | Всего в карьере | 229   | 45   | 24    | 5     | 64        | 7         | 335   | 56    |

## Достижения
Командные
«Жил Висенте»
- Победитель Второй лиги Португалии: 2010/11

«Карабах»
- Чемпион Азербайджана (9): 2013/14, 2014/15, 2015/16, 2016/17, 2017/18, 2018/19,2021/22, 2022/23, 2023/24
- Обладатель Кубка Азербайджана (5): 2014/15, 2015/16, 2016/17,  2021/22, 2023/24

«Астана»
- Чемпион Казахстана: 2018

Личные
- Лучший иностранный игрок чемпионата Азербайджана: 2014